# 白囊皮参
白囊皮参（学名：Stolus albescens）为沙鸡子科囊皮参属的动物。在中国大陆，分布于广东到北部湾沿岸、海南岛等地，常见于水深16-109米的泥沙底或沙泥底。该物种的模式产地在海南岛南部海域。